# مربع لفظي
المربع اللفظيّ أو المحبوكة هو نوع خاص من المطرزات الشِعرية. يتكون من مجموعة من الكلمات مكتوبة في شبكة مربعة، بحيث يمكن قراءة نفس الكلمات أفقياً وعمودياً. يُعرف عدد الكلمات، الذي يساوي عدد الأحرف في كل كلمة، باسم «ترتيب» المربع.
المربع اللفظي في اللغة العربية يتكون من مجموعة من الجُمَل بدلاً من الكلمات، لأنها تكتب بحروف متصلة، مثل المربع اللفظي رباعي الترتيب التالي:
| ألوم صديقي وهذا محال  |
| صديقي أحبه كلام يقال  |
| وهذا كلام بليغ الجمال |
| محال يقال الجمال خيال |